# Ctenodon brevipes
Ctenodon brevipes é uma espécie de planta arbustiva, pertencente ao gênero Ctenodon e à família Fabaceae. É endêmica ao Brasil, encontrando-se nos domínios fitogeográficos de Amazônia, Caatinga e Cerrado, nos estados de Piauí, Pará, Minas Gerais, Mato Grosso do Sul, Mato Grosso, Maranhão, Goiás, Ceará, Bahia e no Distrito Federal. De acordo com a União Internacional para a Conservação da Natureza, o estado de conservação da espécie é pouco preocupante.